# Menyhay Imre társadalomelmélete
Menyhay Imre társadalomelmélete értelmében a társadalomelmélet – az általános szociológia – a szociális (társadalmi) dimenzió általános érvényű, axiomatikus, azaz széles tapasztalatok sarkigazságain nyugvó téziseit strukturálja és szisztémába foglalja úgy, hogy a társadalom és egyáltalán a társas élet szerkezete és működése érthető legyen. A társadalomelmélet megfogalmazása során olyan mondatok születnek, amelyek mindegyikét képtelenség empirikusan bizonyítani. De erre nincs is szükség, mert olyan mondatokról van szó, amelyek minden szellemileg egészséges ember szemében bizonyított tényekként érvényesülnek. Ennek alátámasztása céljából tekintsük át a konszenzus fajtáit, amellyel Menyhay Imre társadalomelméleti szociológiáját alátámasztja.

## A társadalomelmélet – az általános szociológia – a konszenzus tükrében.
Menyhay Imre a konszenzus következő fajtáit különbözteti meg:

### Klasszikus konszenzus.
A klasszikus konszenzus elnevezés érzékelteti, hogy a társadalmi valóság teremtése itt érhető legfrappánsabban tetten. A spontán konszenzuskészség klasszikusan – tökéletes formában – juttatja kifejezésre, hogy a társadalom akkor is valóságok teremtésére hajlamos, ha az objektív kritériumok a közös vélemény kialakításához hiányoznak. Péter R. Hofstätter Sherif nyomában empirikusan bizonyította a spontán konszenzuskészség abszurdnak nevezhető jelenségét.
Ralf Dahrendorf egy „gelegentlich fast zwanghaft anmutenden Consensus”-ról (alkalomadtán egy kényszeredett, erőltetett konszenzusról) ír. Ide sorolhatjuk különösen azokat az eseteket, amikor komoly észlelési és/vagy értelmezési nehézségek a konszenzusképzés elé áthidalhatatlan akadályokat gördítenének. A spontán konszenzuskészség hatására ezekben az esetekben erős szükséglet áll fenn a megegyezést illetően. Például az emberi élet kezdetének meghatározása a rendkívül eltérő kritériumok ellenére ("organikus élet, pszichikus létezés, tudat, szociális létezés") elkerülhetetlen."

### Formális konszenzus
Ahhoz, hogy a társadalom működni tudjon, szükség van egyértelmű társadalmi (formális) szabályokra, amelyekről a társadalom konszenzussal gondoskodik. Példa lehet a jobbkéz-szabály a közlekedésben. E szabályozás funkciója elengedhetetlen, de a tartalom cserélhető. Közömbös, hogy jobb vagy bal oldalon haladunk a közlekedésben.

### Log-konszenzus
A „log”-szó a logika – az észszerű gondolkodás – és a „logo” – a szóval, beszéddel – kapcsolatos konszenzus szükségességét jelzi. Szükséges például 2 + 2 = 4 esetében a számok jeleinek meghatározása ebben az esetben a tízes számrendszeren belül, valamint a „plusz” és az „annyi mint” logikai kapcsolatok rögzítése. A szó, a beszéd, a nyelvek, a betűk és a betűk egymásutánja is konszenzus eredménye.

### Természetes konszenzus és a társadalomelmélet
A természetes konszenzus lényege, hogy előző idők szükségéből adódó megállapodásokat ma már nem kérdőjelezi meg senki. Az emberek megközelítően egyformán észlelik és értelmezik az élettel általában összefüggő alapvető jelenségeket, mert ezek már bensőségessé – természetessé – vált, megkérdőjelezhetetlen megállapodásokként érvényesülnek. Például egy asztal az asztal (mi lehetne más?). Menyhay Imre úgy véli, hogy a természetes konszenzust a társadalomelméletre alkalmazva bizonyossággal mondhatjuk, társadalomelméletének empirikus bizonyítására nincs szükség, de ez nem azt jelenti, hogy ha van ilyen, akkor azt mellőzni kell. Ellenkezőleg. Például Sherif és Hofstätter kutatásai a konszenzuskészséget illetően, amelyek során a társadalmi valóság rögződik, vagy Bales vizsgálatai a konfliktus kezelést illetően, mind társadalomelmélete, mind pszichoanalitikus gazdaságpszichológiája számára rendkívül fontos. Az orosz Nobel-díjas Pawlow nevéhez fűződő kutyákkal végzett laboratóriumi kísérlet eredményeként született kondicionálás annak a szokásképzésnek is az alapja, amely a viselkedési minták képződéséért felelős. A viselkedési minták Menyhay Imre társadalomelméletében a bázisdualizmusban (a szociokulturális alappárban) szerepelnek és kulcspozíciót töltenek be az elmélet levezetésében.

## A szociológiától a társadalomelméleti szociológiáig

### Szociológia az egyöntetű társadalmi viselkedés tudománya
A szociológia a legtágabb értelemben a társas élet – egy egész egyedei közötti kapcsolatok és viszonyok – tudománya. Ebből a szempontból nézve illetékessége igen tág határok között mozog, mert az élő anyag szerveződései többnyire társas kapcsolatokra illetve viszonyokra vannak utalva.
A társas létnek megvannak a szabályai. Egyedei – szubjektumai – nem rapszodikusan valahogyan, hanem bizonyos körülmények között meghatározott időben és térben ingerekre egyöntetűen, azaz minták alapján – paradigmatikusan – viselkednek. A viselkedési minták egymást kölcsönösen kiegészítik. A viselkedési minták normákra utalnak, amelyek az emberi társadalomban a kultúra alapjait képezik; vagy fordítva: a normákat viselkedési minták juttatják kifejezésre és ezek – a viselkedési minták – a társadalmi viselkedés alapjai. A viselkedők szervezett összessége adja a társadalmat. A szociológia tehát az egyöntetű társadalmi viselkedés tudománya, amely kiterjed a viselkedőkre (a szubjektumokra), ezek viselkedési mintáira – a viselkedés hogyanjára – és a mögöttük meghúzódó normatív szabályozásra valamint a viselkedések indítékaira – miértjére.” A szerző ezzel a definícióval körvonalazza komplex társadalmi modelljének alapelvét, amelyre egy további könyvében a társadalomelméleti gazdaságszociológia alapjait rakja le. Erről Menyhay Imre társadalomelméleti gazdaságszociológiája cikk tájékoztat. Menyhay Imre további kritikáját a „modern szociológiai divattal" szemben az alábbi gondolatmenete illusztrálja.

### Szociológia, társadalomelmélet, szociológiaelméletek, speciális szociológiák
Ha az elnevezésből a szociológia behatárolása nem tűnik ki, akkor gondolhatjuk, hogy az emberre vonatkoztatott általános szociológiáról van szó. Ha erről van szó, akkor társadalomelméletről van szó. Ebben az esetben nem feltétlen szükséges az általános jelzőt feltüntetni, mert a szociológia a társadalomelmélet, a társadalomtudományok esszenciája. Hogy az általános jelleget mégis hangsúlyozzuk, annak oka az, hogy a szociológia helyét a szociológiaelméletek sora – az úgynevezett speciális szociológiák – a tradicionális alkalmazott szociológiákon túl – a szekunder alkalmazott szociológiák vették át sokszor azzal a látszattal, mintha ezek lennének a szociológia.
Ha a szociológia a társadalom bizonyos területeinek kérdéseivel úgy foglalkozik, hogy az általános szociológiát – a társadalomelméletet – alkalmazza, akkor alkalmazott szociológiáról beszélünk. Ha nem alkalmazza, hanem sokkal inkább a szociológiaelméletek gyarapítását tűzi ki célul, akkor a társadalomnál jóval kisebb vizsgálati alanyok kutatásába bocsátkozik, amelynek eredménye emberközi kapcsolatokat írhat le, ezért tágabb értelemben köze lehet a szociológiához, sőt, egyes esetekben a szociológiát gazdagíthatja. Ilyen vizsgálati alanyok lehetnek informális organizációk (csoportok, primer vagy saját organizációk) formális organizációk (szekunder organizációk, asszociálódások), társadalmi kategóriák, társadalmi aggregátumok, valamint egyéb lehetséges vizsgálati alanyok. A szociológiaelméletek az általános társadalom elmélettől – a szociológiától – függetlenül fejlődnek – gyarapodnak. Míg az általános szociológia – a társadalomelmélet – a történelem- és a társadalomfilozófia konszenzussal alátámasztott tapasztalatai alapján a társadalom egészéről nyilatkozik, addig a szociológiaelmélet behatárolt társadalmi állapotokról/folyamatokról fogalmaz meg feltételezett törvényszerűségeket, állapotokat, folyamatokat, vagy empirikus felmérésekből származó adatokat ismertet, amelyek nem összegezhetők, ezért a teóriaképzés szempontjából jelentéktelenek.

### Primer és szekunder alkalmazott szociológia
A primer alkalmazott szociológiát tradicionális alkalmazott szociológiának is nevezzük, de nevezhetjük ágazati szociológiának is, mert ez a szociológia legfontosabb területeit – tradicionális ágazatait – érinti. Visszás helyzet állhat elő, amennyiben egy oktatási intézmény ezt a fajta szociológiát, mint a szociológiát, mint a társadalomelméletet oktatja. A tradicionális alkalmazott szociológia témái a család, a falu, a község, a város és ezek közötti kulturális és demográfia kölcsönhatások, a hatalom, a szervezet, a gazdaság, a vállalat és üzem, a kultúra, a művészet, a tömeg, a tömegkommunikáció, a jog, a vallás, előítéletek és kisebbségek, alulfejlett társadalmak, a tudomány és az egészségügy.
A szekunder alkalmazott szociológia elnevezés jelzi, hogy az ilyen jellegű szociológiák csak másodsorban – fenntartásokkal – tekinthetők annak, tehát semmilyen elnevezéssel sem sorolhatók a szoros értelemben vett szociológia köréhez, még ágazati szociológia elnevezéssel sem. A szekunder alkalmazott szociológiát speciális szociológiának is nevezzük. A speciális szociológia lehet egy szociológiaelmélet alapja. A szociológiaelmélet azonban nem szükségszerűen támaszkodik a speciális szociológiára. Szociológiaelméletről akkor beszélünk, ha ez
1. valamilyen specifikus – behatárolt – társadalmi jelenségre vonatkozik,
2. nem a szociológia axiomatikus megállapításai kerülnek alkalmazásra a társadalmi élet különböző területein, mint ahogy ezt a primer (tradicionális) alkalmazott szociológia teszi (ha teszi), ha
3. a szociológiaelmélet specifikus, behatárolt empirikus társadalomkutatáson nyugszik vagy behatárolt társadalmi jelenségekről nyilatkozik.

A szociológiaelmélet lényegének illusztrálására a következő példák szolgálnak: Az amerikai szociológia egy kötete, amely a szociológia elméletek bemutatását tűzte ki célul, tanulságos lehet a fenti megállapítások alátámasztására. A könyv különböző behatárolt területeket vizsgál és minden behatárolt területről több szociológiaelméletet ismertet, amelyek egymástól elszigetelten önálló helyet foglalnak el a szociológiaelméletek között. A könyvben ismertetett elméletek számát egy területen belül a területek megnevezése utáni szám jelzi: kutatási problémák (2), társadalmi viselkedés (6), státusz és szociális szerep (3), társadalmi szisztéma (5), társadalmi változások (3).
A speciális szociológia kutatásai általában a vizsgálati eredmények leírásán nem mennek túl. Például megvizsgálják és közzéteszik, hogy egy bizonyos évben hányan jártak vidékről a fővárosba dolgozni. Persze, ennek is van – a gazdaságin túl – társadalmi jelentősége, de ez nem a szociológia, nem az általános szociológia, azaz nem a társadalomelmélet. Statisztikai kimutatások ellen nem lehet kifogás, ha ez a teória képzés alapja – Phillips szavaival élve – ha a teória, „hogy úgy mondjam, a tapasztalatok felszínén lebeg, és értelmezések útján kötődik ahhoz.”
Empirikus kutatási eredmények ugyanazon a területen belül más kutatási eredményekkel nem vethetők össze, mert a közös nevező hiányzik. Példának vegyük az adakozási készség empirikus vizsgálatát. Itt jelentős a kutatás helye (szegény kerület vagy gazdag?), a felmérés ideje, időpontja (sietnek az emberek a munkába vagy nem, zord az időjárás vagy barátságos), a kísérő körülmények, hogy a templomból, színházból, sportrendezvényről, operabálról kijövők vagy a járókelők általában a kutatási alanyok, stb. Egy másik példa: A kontaktus készség kutatásánál alkalmas lehet egy szimpatikus kísérleti személyt mondjuk a posta elé állítani, aki a kijövőkre barátságosan mosolyog és megfigyeli, hogyan reagálnak rá az emberek, visszamosolyognak vagy inkább zavartan tovább mennek. Itt is a kísérő körülmények döntik el az eredményt. Ez az oka annak, hogy a szociológiaelméletet – az ilyen jellegű empirikus kutatásokból származó megállapításokat – csupán szekunder jelentőségű alkalmazott szociológiaként értékeljük.
Szociológiaelméletképzés és ezek olyan jellegű beállítása, hogy ez lenne a szociológia, különösen a felsőoktatásban célszerűtlen, mert elveszi a hallgatóktól a lehetőséget, hogy a társas élet és a társadalom működésének mivoltát, milyenjét és miértjét megértsék.

### Társadalomelméleti szociológia
Az általános szociológia társadalomelméleti értelmezése nem új. A társadalomelméleti szociológia elnevezéssel két ugyanazon jelentésű szót von össze egy fogalommá, ami céljának ismerete nélkül esetleg furcsának tűnhet. Célja nyilván az, hogy kihangsúlyozza: Itt nem speciális, nem primer vagy szekunder alkalmazott szociológiáról van szó, hanem egy olyanról, aminek az alapja a társadalomelmélet. Szociológia tankönyvének hátlapján található szöveg egyértelműen alátámasztja ezt az interpretációt: „A speciális szociológiák és a szociológiai elméletek gombaszerű szaporodásának és a demográfia domináló szerepének időszakában hasznos lehet a szociológia alapvető fogalmához, azaz a társadalomelmélet alapvetéseihez visszatérni.”
Az empirikus társadalomkutatás hívei a társadalomelméletet empíria hiányára hivatkozva gyakran lekicsinylően elméleti spekulációnak tekintik. Ezt ő elutasítja és véleményét a már ismertetett konszenzus fajtáinak elemzésével támasztja alá és ezt kiegészíti társadalmi komplexmodelljének leírásával.

## A társadalmi komplexmodell. Az alapbeállítódástól a viselkedési és normatív struktúráig

### Alapbeállítódás
A társadalmi kapcsolatokat generálisan az alapbeállítódás befolyásolja. Alapbeállítódás alatt az agresszió kiélésének mértékéhez való viszonyulást értjük.
Ha azt vizsgáljuk, hogy a kultúra milyen személyiséget, milyen normákat és viselkedési mintákat hoz létre, akkor láthatjuk, hogy a különböző társadalmakra jellemző szociokulturális értéktételezések különböző karakterű személyiségekhez vezetnek. A karakterek megfelelnek a freudi felettes-én (Superego, lelkiismeret) fogalmának. Az alapbeállítódás a kultúra esszenciája, amely a viselkedés vezérfonalát rögzíti és végeredményben alapjaiban arról dönt, hogy mi a jó és mi a rossz és milyen az a valóság amelyben a társadalom élni kíván. Alapjaiban itt kezdődik a szociokulturális vagy társadalmi valóság rögzítése, azaz a kultúra kondicionálása.

### Beállítódások
Az alapbeállítódás befolyásolja a beállítódásokat, amelyeket attitűdöknek is nevezünk.A beállítódások alapvető értéktételezések, érzelmek és viselkedési tendenciák társadalmi objektumokkal szemben, amelyek alapján a konkrét viselkedési minták/normák párosa – a bázisdualizmus, a szociokulturális alappár – alakul ki. A beállítódások "természetességének" illusztrálására felhozhatjuk példáknak, hogy egy katonatisztet fölösleges megkérdezni, mit tart az öldöklésről a háborúban, vagy egy pedagógust arról faggatni, hogy mi a véleménye a diákok osztályzásáról, s hogy nem lenne e célravezetőbb a diákok teljesítményét szöveges értékelésbe foglalni.
A beállítódások nem minden esetben társadalmi jellegűek. Ha valaki a civil katonai szolgálatot helyezi előnybe, még nem jelenti azt, hogy ez a társadalmi beállítódás egyikét tükrözi. Ha azonban a civil katonai szolgálatot előnybehelyezők száma növekszik, akkor ez a társadalmi beállítódás változására utal a háborúval és a katonai szolgálattal szemben. Mutatis mutandis érvényes ez a fordított esetben is. Biztosan nem társadalmi beállítódás az, ha valaki a piros szint általában nem kedveli.
A társadalmi objektum, amellyel szemben a beállítódások kialakulhatnak, minden fogalom és tárgy, amely az embert körül veszi, sőt az egyed maga is, mert az egyednek meg van a magával szembeni beállítódása is, általában hogy magát elfogadja e olyannak amilyen vagy nem. Társadalmi beállítódások társadalmi objektumokkal szemben lehetnek pozitív vagy negatív emóciókkal töltöttek. Társadalmi beállítódásokról társadalmi objektumokkal szemben akkor beszélünk, ha a beállítódás egy társadalomban általános érvényű. Ilyen objektum lehet a nemzeti zászló, egy ismert személyiség neve, egy bizonyos autótípus elterjedt kedvelése vagy az autótípussal szembeni ellenszenv, egy vallási szimbólum, a szexualitásellenesség, a pedofília vagy egy bizonyos nevelési stílus, mondjuk, hogy néha egy-egy pofon egészséges vagy nem, stb.

### Szociokulturális alappár. Norma és viselkedési minta
A szociokulturális alappár vagy bázisdualizmus egy és ugyanazon társadalmi jelenség két oldalról való megközelítését jelenti: a viselkedési minta a norma viselkedésben megnyilvánuló oldala, a norma pedig a viselkedési minta alapján megfogalmazható szabály. A viselkedési minta a viselkedés hogyanjára, a norma a viselkedés miértjére válaszol. A szociokulturális alappár két struktúra kiindulópontja: a viselkedési minták alapján képződnek a viselkedési struktúrák és a normákból kiindulva a normatív struktúrák.
A viselkedési mintához az aktív és a passzív viselkedés közti különbség vezet el. A viselkedés – legalábbis teoretikusan – akkor aktív, ha a viselkedés mögött viselkedést kiváltó inger közvetlenül nem észlelhető. Ez még nem azt jelenti, hogy nincs: lehet, hogy érzékelhető is, csupán az érzékelés nem jut el a tudatig, az észlelés elmarad. A teoretikus feltételezés úgy szól, hogy egy élőlény önmaga kifejezése érdekében is viselkedik, amihez inger nem szükséges (operatív viselkedés), és hogy egy értelmes lény nem csak önmaga kifejezése érdekében képes aktívan cselekedni, hanem belátása és szabad döntése alapján is (belátásos, értelmes viselkedés).
Az operatív-aktív és a belátásos-aktív viselkedésnek nincs mintajellege, mert az első esetben az élő szervezet megnyilvánulási szükséglete színes, változatos, a második esetben pedig egy bizonyos inger nem mindig ugyanazt a viselkedést váltja ki, hanem egyszer ezt, egyszer azt, a belátás alapján. Viszont az alapbeállítódás és a beállítódás reaktív jellege többé kevesebbé érvényes még ezekben az esetben is, mert habár aktív viselkedés esetében a konkrét viselkedés előre aligha meghatározható, de az mégis, hogy a viselkedés karaktere milyen lesz, pl. vidám, szomorú, erőszakos, engedékeny, haragos, szelíd, stb.
Az értelmes lény nem feltétlenül az emberre vonatkozik, mert az értelem evolúciós fejlődése cseppfolyós, ami azt jelenti, hogy a nem tudatos szintjén vegetáló és a relatív magas szinten gondolkodó ember között számos átmeneti minőség létezik. Jól ismert a csimpánzok és a delfinek relatív magas intelligenciája. Ebből következik, hogy teoretikusan egy viselkedés akkor reaktív, ha a viselkedést nyilván inger váltja ki. A viselkedési minta egy olyan reaktív viselkedés, amelyet a szociokulturális értéktételezések alapján kondicionáltak, úgy, hogy a kívánt viselkedéseket megjutalmazták, a nem kívántakat megbüntették. A kondicionálásnak ezt a módját eredmény- vagy sikerélmény alapján történő tanulásnak (szokásképzésnek) nevezzük. Kondicionálással a norma és a viselkedési minta egy időben rögzül. A kondicionált – beidegződött – viselkedést a viselkedéssel képzettársított inger automatikusan, gondolkodás nélkül váltja ki. Például a tradíciót tisztelő társadalmakban az idősek és nők megpillantása egy zsúfolt járművön a fiatalabbakban azt a reakciót váltja ki, hogy ülőhelyüket átadják nekik. Kondicionált reakciók kísérletileg igazoltan megváltoztatják az agy működését, ami a mi esetünkben azt jelenti, hogy embereket úgy is lehet kondicionálni, hogy átadják a helyüket az időseknek és a nőknek, meg úgy is, hogy ezt ne tegyék. Ez szociokulturális értéktételezés – a konszenzussal szentesített kultúra – függvénye.
A reaktív viselkedési minták reflexszerű követése egyöntetű – mintaszerű – társadalmi viselkedést eredményez, ami a társadalmi bizonyosság alapja, annak, hogy az ember egy rendezett világban él. Egy rendezett világban élni szociális érzelmi védettséget nyújt, ami az öntudat kifejlődéséhez és erősítéséhez elengedhetetlen. A reaktív viselkedési minta elengedhetetlen ahhoz is, hogy az ember mindennapi teendőit flottan végezze, mert ha minden mozzanatot át kellene gondolnia, mielőtt cselekszik, akkor a tevékenység olyannyira időigényes lenne, hogy a folyamatos életmenet lehetetlenné válna.

### Viselkedési és normatív struktúrák
A viselkedési struktúrák a normatív struktúrákkal párhuzamosan léteznek: A viselkedési struktúrák vizsgálata során arra kérdezünk rá, hogy ki cselekszik, a normatív struktúrák vizsgálatánál arra, hogy aki cselekszik, miért cselekszik úgy, ahogyan cselekszik. A viselkedési struktúrák a viselkedés alanyai, ezek mellé (zárójelben jelezzük a hozzá tartozó normatív elemet). Alapjában a személy (a szubjektum, az egyed, az ember) viselkedik, (aki szociális szerepeket valósít meg). Egy személynek annyi szociális szerepe van, ahány fajta tevékenységet végez. Például egy anya az anya szerepén kívül megvalósíthatja a feleség, a szerető, az ápolónő, a szakácsnő, és a munkahelyén mondjuk az osztályvezető szociális szerepét. A cselekvő személy azon keresztül válik társadalmi személyiséggé, hogy szociális szerepeit milyen karakterisztikákkal valósítja meg.
A viselkedési struktúrák második szintjéhez az a tény vezet el, hogy az ember társadalmi lény, aki másokkal együtt él és tevékenykedik, „csoportokba verődik”, informális organizációkat képez, (amelyekben szociális szerepszisztéma alakul ki), és amelyekben a csoportkonszenzus határozza meg a csoporton belüli normákat. Tipikus informális organizáció a család, ami egyben elvezet bennünket a viselkedési struktúrák következő szintjére, a formális organizáció fogalmához, amit asszociálódásnak is nevezünk (és amelyben intézményesített normák a mérvadók). A formális és az informális organizáció közti különbséget a következő példán tudjuk a legjobban kifejezni: A család mindaddig informális organizáció, amíg működőképes. Válás esetén a családintézményének törvényes keretei lépnek az informális normák helyébe. Egy vállalat eleve formális organizáció, mert működési normáit (szabályzatát) a vállalat arra jogosult szervei a gazdasági intézmény keretein belül határozzák meg. A vállalati formális organizáción belül a baráti körök viszont már informális organizációk.
A viselkedési struktúrák eddig tárgyalt egymásra vonatkoztatott és egymást szervesen kiegészítő elemei képezik a társadalmat, (amelynek normatív oldala a kultúra és a szubkultúra).

### Társadalmi funkciók, társadalmi folyamatok és az alapbeállítódás
A társadalom a kultúra – a szociokulturális értéktételezések – szabályai alapján működik, amelyeket formális törvények többé vagy kevésbé támogatnak. Az informális szinten érvényes deviancia (a normáktól való eltérés, elhajlás) következményeit formális szabályoknak kell(ene) kiegészíteni. Formális törvények alkotására „modern” társadalmakban az állam hivatott. Egy állam több társadalomból is képződhet, ami többnyire társadalmi feszültségeket hoz magával, talán Svájc kivétel tapasztalhatók ezek a békétlenségek.
A normák betartása informális és formális organizációk szintjén ellenőrzést és szankcionálást igényel. Ezeket a feladatokat a társadalomnak – és ott ahol államszerveződés létezik – a társadalomnak és az államnak együtt kell megoldani. Ahhoz, hogy a „jóról és a rosszról” konszenzus tudjon létre jönni interakció és kommunikáció szükséges. Mennél diktatórikusabb egy állam, annál erősebben mutatkozik meg az interakció és a kommunikáció gördülékenységének a hiánya és az összhang a társadalom és a formális hatalom között. Viszont az is érvényes, hogy egy autoriter vezetési és nevelési stílusra beállított társadalom megkönnyíti a diktatórikus államhatalom létrejöttét és mutatis mutandis fordítva. A „jóról és a rosszról” alkotott konszenzus szociokulturális értéktételezései biztosítják a társadalmi folyamatok értéktételezett karakterét, amely visszahat az interakció és kommunikáció minőségére és felerősíti, vagy idővel módosíthatja az alapbeállítódást, amely a társadalom mibenlétét alapjaiban határozza meg.